# Alfred Ludwig
Alfred Ludwig (født 9. oktober 1832 i Wien, død 12. juni 1912) var en østrigsk sanskritist og sprogforsker.
Ludwig blev 1860 professor i Prag, hvor han virkede indtil sin død. Hans anskuelser i sprogvidenskaben og den indiske filologi går i væsentlige punkter imod de almindelig herskende teorier; nogle af dem står dog nu i højere kurs end tidligere.
Af Ludwigs skrifter kan nævnes: Die Entstehung der a-Deklination (i "Sitzungen der Wiener Akademie", 1867), Der Infinitiv im Veda (1871), Agglutination oder Adaption, eine sprachwissenschaftliche Streitfrage (1873), Die philosophischen und religiösen Anschauungen des Weda (1875) og andre.
Der Rigveda, oversættelse med kommentar og indledning (6 bind, 1876—88) fulgtes af Über die Kritik des Rigvedatextes (1889), Ludwigs hovedværk, overordentlig vigtigt, trods mange problematiske særheder, og Über die Methode bei Interpretation des Rigveda (1891) samt talrige mindre arbejder.